# Life, Animated
Life, Animated è un film documentario del 2016 diretto da Roger Ross Williams.
Il documentario illustra la vita di Owen, un soggetto autistico la cui comunicazione con il mondo esterno è stata resa possibile e in qualche misura è continuamente filtrata dal mondo dei film di animazione della Disney che lui adora. Il film si basa sul libro Life, Animated: A Story of Sidekicks, Heroes, and Autism scritto dal padre del protagonista, Ron Suskind, noto giornalista di carta stampata.
Il film ha ricevuto numerosi riconoscimenti ed è stato anche candidato all'Oscar come miglior documentario nel 2017.

## Trama
Owen Suskind nasce agli inizi degli anni '90 in una famiglia benestante, ha un fratello, Walter, di poco più grande, e cresce normalmente e serenamente fino all'età di 3 anni. Quindi, in modo repentino, cambia completamente atteggiamento, chiudendosi al mondo esterno e regredendo sia dal punto di vista intellettuale che nelle capacità motorie.
La diagnosi di autismo lascia poche speranze ai genitori che improvvisamente non riescono più a scambiare nemmeno una parola con lui. Owen però continua a guardare i film di animazione della Disney e pian piano attraverso questi, i suoi familiari scoprono un canale di comunicazione.
Con un grande sforzo della famiglia e l'aiuto di terapisti, Owen ha una grande crescita intellettuale che gli permette, a 23 anni, di arrivare alla soglia del diploma. Un momento chiave nella vita di ogni giovane, e in particolare per Owen cui si apre un futuro pieno di incognite.
Dopo il diploma Owen va a vivere da solo, a 120 km da casa, in una residenza assistita che gli consente grandissima autonomia. Deve cercarsi un lavoro e organizzarsi per conto proprio. Affronta tutto con grande coraggio, spinto dai suoi "eroi immaginari" che lo accompagnano sempre. In particolare è attratto dai personaggi "ausiliari", ovvero gli aiutanti come per esempio Iago di Aladdin, ai quali dedica una storia da lui stesso inventata.
La fine di una storia d'amore con una ragazza con la quale era legato da tempo, lo fa soffrire e interrogarsi ancora più a fondo, ma poi supera anche questo accettando di rimanerne amico.

## Produzione
Oltre a molte sequenze di film Disney, il film ha anche molte parti animate originali ad opera di Mac Guff.

## Riconoscimenti
- Premio Oscar 2017
  - candidato come Miglior documentario
- Sundance Film Festival 2016
  - premio a Roger Ross Williams come miglior regista di documentario
- San Francisco International Film Festival 2016
  - Miglior documentario
- Annie Award 2017
  - Special Achievement Award[1]